# 东芝
東芝（日语：／ Kabushiki gaisha Tōshiba */?）是一家总部位于东京港区的日本跨国企业集团，为电力开发、工业生产、环境保护、商业办公、半导体等领域提供设备制造和解决方案，曾为全球最大的个人电脑、家用电器和医疗设备制造商之一，也是闪存的发明者，其消费电子产品业务已悉数分拆出售，白色家電業務售予美的集團，電視机業務售予海信集團，個人電腦業務售予鴻海集團子公司夏普，电脑内存业务被剥离为后来的铠侠。

## 歷史

商标（1950年至1969年）

東芝公司是由兩家日本公司於1939年合併而成。
第一家公司是田中久重于1875年在东京创立的工业制造所。1882年，田中久重的继承人田中大吉将其定名为田中制造所，后于1904年在此基础上成立芝浦制作所株式会社。在20世紀初期，芝浦製作所以供應日本國內的重型機電製造為主業，并逐步成长為知名的工業大廠。
第二家公司原名白熱舍，由藤岗市助和三吉正一於1890年在东京創立，是日本第一家製作白熱電燈泡檯燈的公司。之後白熱舍开始生產各種不同的消費性電子產品。1899年，白熱舍易名為東京電器。
1939年東京電器與芝浦製作所正式合併成為「東京芝浦電氣株式會社」，1984年開始使用「東芝」這個新的品牌名稱。新名字分別為原兩家公司的開頭字，而其英文名也是依照日語的拼音合併而來：To代表日語東的發音，Shiba代表芝的發音。
東芝透過收購其他公司快速擴張，在1940年代至1950年代東芝購買許多重型機械的製造商以及與工業相關的公司。不過在1970年代後東芝開始成立子公司，將收購的公司與核心產業分開。這些子公司包括：東芝EMI（1960年）、東芝電子設備（1974年）、東芝化學（1974年）、東芝照明科技（1989年）、東芝美國資訊系統（1989年）以及東芝搬運裝置（1999年）。

商标（1969年至1984年）

東芝在許多產品上都是日本首家製造商，例如：雷達（1942年）、電晶體電視與微波爐（1959年）、彩色影像電話（1971年）、日文字處理器（1978年）、筆記型電腦（1986年，亦为世界首家）、DVD（1995年）、HD DVD（2005年）。
在1987年，東芝旗下的東芝機械被指控違法販售能用於製造螺旋槳的精密多軸加工機、數值控制器及軟體等予蘇聯軍方，供應其製作非常安靜的潛水艇。這項交易違反冷戰時期的CoCom協議。美國和日本的關係也因此事而受挫。最後東芝的兩名資深經理人被起訴逮捕，而東芝也遭受兩國的罰款制裁。
1991年，东芝成立了第一个海外研发中心——剑桥研究实验室，在低维半导体器件领域展开基础研究。如今该实验室已经有三个研究小组：量子信息组，主要研究量子物理学在信息技术中的应用；语音技术组，成立于2002年，以开发语音识别与合成系统为主要研发项目；计算机视觉组，成立于2006年，研究重点是从图象和手势识别中对三维立体形状建模。1998年，通信技术研究实验室在英国布里斯托成立，并与剑桥研究实验室合为东芝欧洲研究有限公司。

### 千禧年以來
2001年，東芝收購Orion電子，成為全世界最大的影像相關電子產品的代工廠與元件供應商。東芝製造消費性的電視及錄放影機產品，佔據北美市場。
2002年，東芝與北車大連機車車輛合資成立大連東芝機車電氣設備有限公司，並開始合作研製EL72型電力機車。
2005年1月，東芝宣布停止生產傳統的映像管電視。在2006年東芝結束電漿電視的生產。Orion身為東芝的最大代工廠，順勢接手東芝的映像管電視和電漿電視的技術規格，改以自有品牌（Orion）販售。東芝為了強化未來在數位薄型化電視上的競爭力，他們已經在SED顯像技術上投入可觀的經費。
第二次世界大戰之前，東芝是三井財閥的成員之一。今天的東芝則是屬於三井系列（鬆散的集團組織），東芝與系列中的企業保有優先的合作關係，例如說三井銀行。不過相較於三菱集團中公司的緊密聯繫，東芝與三井系列中另一大企業豐田汽車卻保有相當的自由。
2005年7月，英国核燃料公司決定將西屋出售，預估售價達18億美元。這一個出售方案引起許多廠商的關注，包括東芝、通用電器以及三菱重工。最後結果是東芝在2006年1月以50億美元買下西屋。這一項出售案引起多方的討論；許多專家認為在世界能源需求持續增加之時，尤其像美國及英國等大國都預期會加碼核能發電的投資，英國核燃料公司卻將全球最大的核子反應爐製造商賣出，他們認為出售西屋非明智之舉。
東芝是世界上晶片製造商中的重要成員。在1980年代東芝與日本電氣是世界上最大的兩家半導體製造商。自1990年代至今東芝一直是世界排名前5的晶片廠。2005年東芝排名第4，僅次於英特爾、三星電子、德州仪器，但排在意法半導體之前。
2009年2月，東芝併購富士通硬碟部門。
2010年3月17日，東芝宣布旗下照明技術公司停止生產有120年歷史的傳統白熱電燈泡，當天下午，位於栃木縣鹿沼市的工場舉行停產儀式。以配合日本政府取代白熾燈的政策。
2011年8月31日，索尼、東芝及日立將旗下表現不振的LCD業務分拆出來，與政府支持的基金合組聯營公司Japan Display打造夢幻組合後，Japan Display將超越夏普（Sharp），成為全球最大、專攻手機及平板電腦市場的中小型尺寸LCD屏幕生產商。
日本官民合資的投資基金公司產業革新機構（INCJ），投資2000億日圓（約26.09億美元）到Japan Display，是基金自09年成立至今最大宗投資，並持有公司七成股權，其餘的三成則由3間公司平均攤分。
2012年4月3日，富士通向東芝收購富士通東芝行動通訊餘下的19.9%股份，成為獨資企業，並且已經在4月1日起正式將公司名稱更換為富士通行動通訊股份有限公司（英語：Fujitsu Mobile Communications Limited）。
2015年7月，東芝爆發虛報會計帳目的醜聞，假帳規模超過10億美元；21日，社長田中久雄請辭。
2015年7月22日，東芝旗下電梯事業以總價8.647億歐元（9.45億美元）出售通力近2400萬持股，相當通力4.6%的普通股股權。
2016年3月，中國美的集團以約537億日元（約合4.77億美元）收購東芝家電業務主體「東芝生活電器株式會社」80.1%的股份。同時，美的也將獲得東芝品牌40年的全球授權、超過5000項白色家電相關技術專利，以及東芝家電在日本、中國、東南亞的市場、經銷通路及製造基地。
2016年3月17日，東芝又以6655億日圓（約459.94億港元）近60億美元出售日本最大的醫療設備供應商佳能医疗系统給佳能。
2016年5月24日，東芝宣佈由4399億日圓股本，減至2000億日圓股本，以便抵銷巨額虧損。東芝旗下的西屋電氣於2015年底買下美國的核電工程服務商CB&I Stone & Webster，但美國境內的工程費、人事費等的追加成本暴增，最終單年就虧損約達5000億日圓。
2017年2月14日，東芝根據規定，應公布2016年年度財務報表，但於延後5小時後發布未經會計師簽證之財報。由於美國子公司西屋公司收購芝加哥橋樑鋼鐵公司旗下的核能技術公司CB&I Stone & Webster後，其商譽減損高達63億美元，根據東芝內部審計報告，其金額上的差異可能由於先前收購 CB&I Stone & Webster 公司時在淨資產計算上有重大失誤，現東芝也重啟2015年對於收購西屋公司的調查。東芝隨後並宣布獲得日本金融廳的批准，得延緩一個月，於3月14日前送達簽證後的財務報表，如三月底前東芝尚未能扭轉負債大於資產的情形，將會由東證一部降板至二部，如一年內未能改善財務狀況，東芝股票將會下市，並停止在證券市場的交易。

2017年3月29日，社長綱川智宣布2016年會計年度虧損上達1兆100億日幣，為了求生，決定將在美國的核電事業子公司西屋電氣申請適用聯邦破產法第 11 條，申請破產；並將出售所屬半導體部門全部股份來議價以彌補其虧損金額。
2017年阿斯塔納世界博覽會召開期間，东芝贊助2017年阿斯塔納世界博覽會日本館的建設及營運。
2017年9月20日，東芝宣佈与美國私募基金貝恩資本出資2120億日圓牽頭財團K.K. Pangea（Pangea）成員包括SK海力士出資3590億日圓、豪雅出資270億日圓、蘋果公司、戴爾、金士頓科技和希捷科技等美國科技企業出資4155億日圓、產業革新機構、日本政策投資銀行签订MOU以2萬億日圓（約1,401億港元）（約180億美元）的價格收購東芝旗下的半導體暨儲存產品公司Toshiba Memory Corporation（TMC），交易於2018年3月31日前完成，為了確保業務可順暢移轉，東芝也將投入3505億日幣（約31.46億美元）至Pangea，取得Pangea股權。但尚需解决与威騰電子之间的诉讼，也需要通过各国的反垄断法案审查。
2017年11月14日，東芝宣佈，將持續虧損的電視業務子公司「東芝映像解決方案」（Toshiba Visual Solutions ）售予中國海信集團，將以約129億日元（約8.85億港元）成交，總共出售東芝映像解決方案95%的公司股份，計劃在下年2月後完成交易。東芝將繼續持有剩餘5%的股份，出售後仍將保留現有品牌「REGZA」的經營。
2018年6月5日，夏普以40億日圓（約2.86億港元）收購東芝(Toshiba)個人電腦業務80.1%股份，成立夏普旗下子公司，更名為Dynabook。
2018年8月1日，東芝電腦記憶體業務成立獨立公司剝離東芝，然後該公司於當天完成與其母公司K. K. Pangea的合併。合併後的新公司名稱仍為東芝記憶體公司 (Toshiba Memory Corporation)。主要股東及持股比例為BCPE Pangea Cayman, L.P. 49.9% ，東芝40.2% ，豪雅 9.9%。2019年7月18日，東芝記憶體公司宣布更名，將於2019年10月1日正式改名為鎧俠控股株式會社，而東芝記憶體集團旗下的所有公司，也一律改採「鎧俠」，正式更換所有東芝名稱，其後並表示計畫上市。
2019年11月13日東芝以18億美元（約2000億日圓）全購旗下3間上市聯營公司，包括工程公司東芝工廠系統與服務株式會社（Toshiba Plant Systems & Services）、船舶電氣系統製造商西芝電機株式會社（Nishishiba Electric）和半導體製造設備生產商NuFlare Technology。
2020年6月，夏普將東芝所持有的個人電腦業務部門股權全數收購，也意味東芝未來將徹底退出消費性個人電腦市場。
2021年6月，東芝與經濟產業省官員遭爆於2020年共謀施壓外國投資人，外部律師調查報告提出後，4董事卸任，可能衝擊日本改善企業治理的努力，接受投資人維權主義的意願也打上問號。
2023年11月22日，召開臨時股東大會，通過公司私有化提案，宣布將於2023年12月20日從東京證券交易所退市。
2023年12月19日為東芝最後一個交易日，於2023年12月20日正式自東京證券交易所下市，結束長達74年的上市公司地位，成為一間私人公司。

## 业务
- 电力：东芝是全球重要的电力开发和传输设备制造商，为火力发电、水力发电、氢能发电等提供技术和解决方案，为变电站提供各种输变电设备。
- 工业：为电动机、变频器、工业CT装置、高压传动系统、动力电池等工业设备制造商。
- 环保：为自来水处理系统、污水处理系统提供控制技术。
- 办公系统：制造各类打印机、复印机、传真机、复合机、触摸互动一体机等办公自动化器材。
- 电梯：为专业电梯制造商，制造各类乘客电梯、货梯、电动扶梯、观光电梯。
- 空调：生产家用及商用空调。
- 电子元件：生产各类半导体器件以及移动硬盘、机械硬盘等存储产品。

## 圖集

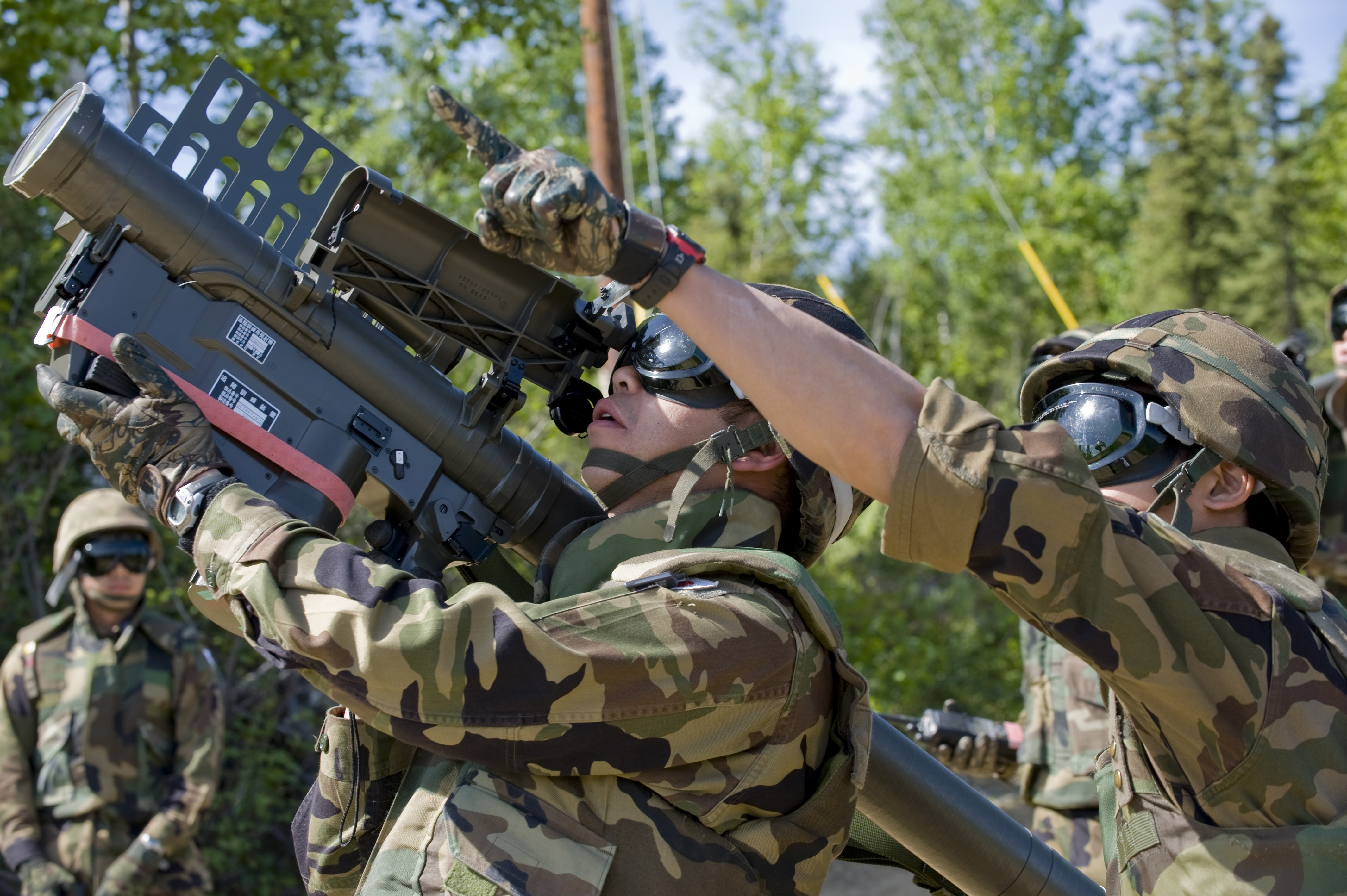
自衛隊使用東芝的91式便攜地對空導彈
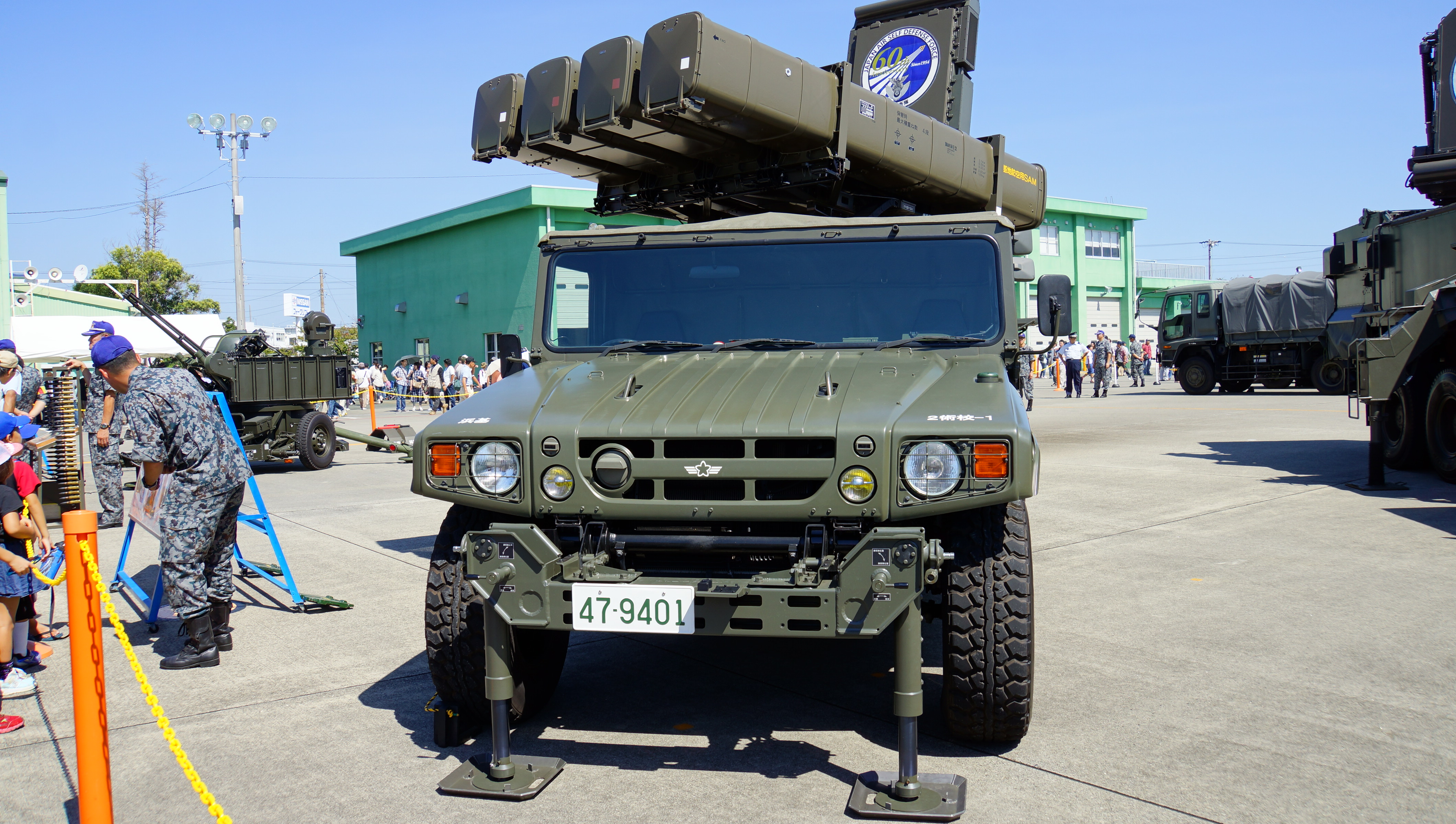
東芝11式防空短程飛彈
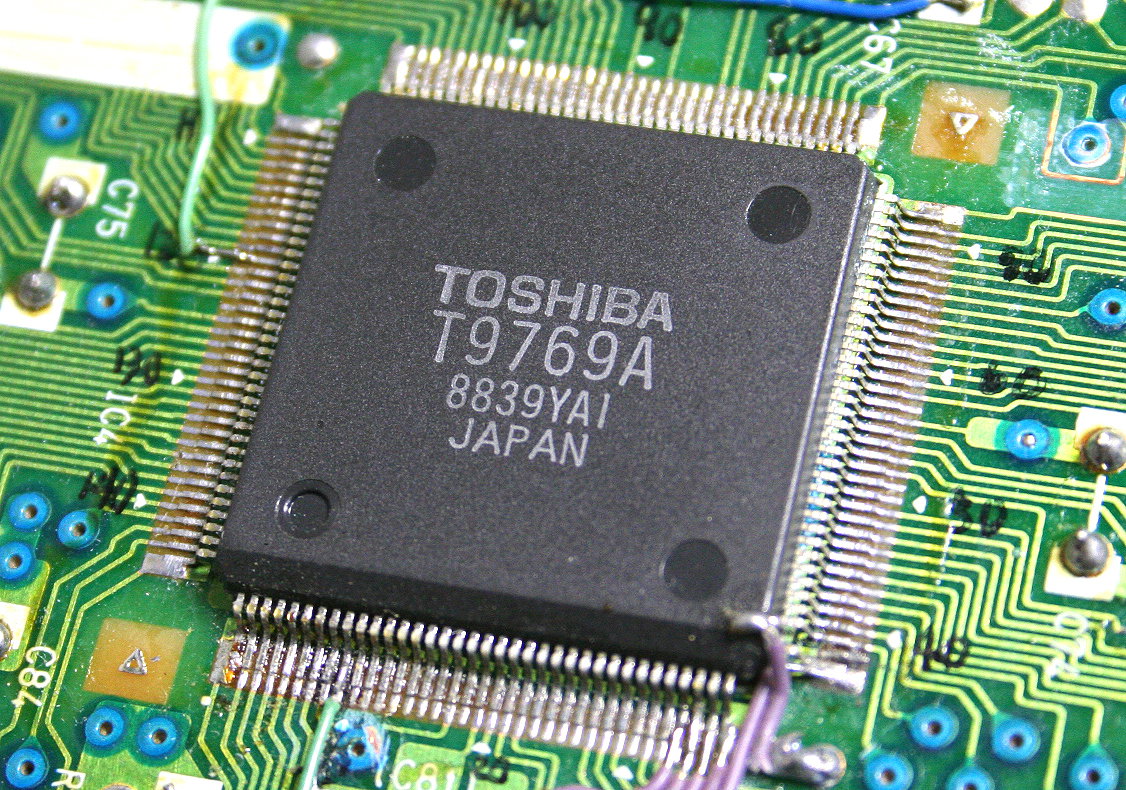
东芝T9769A
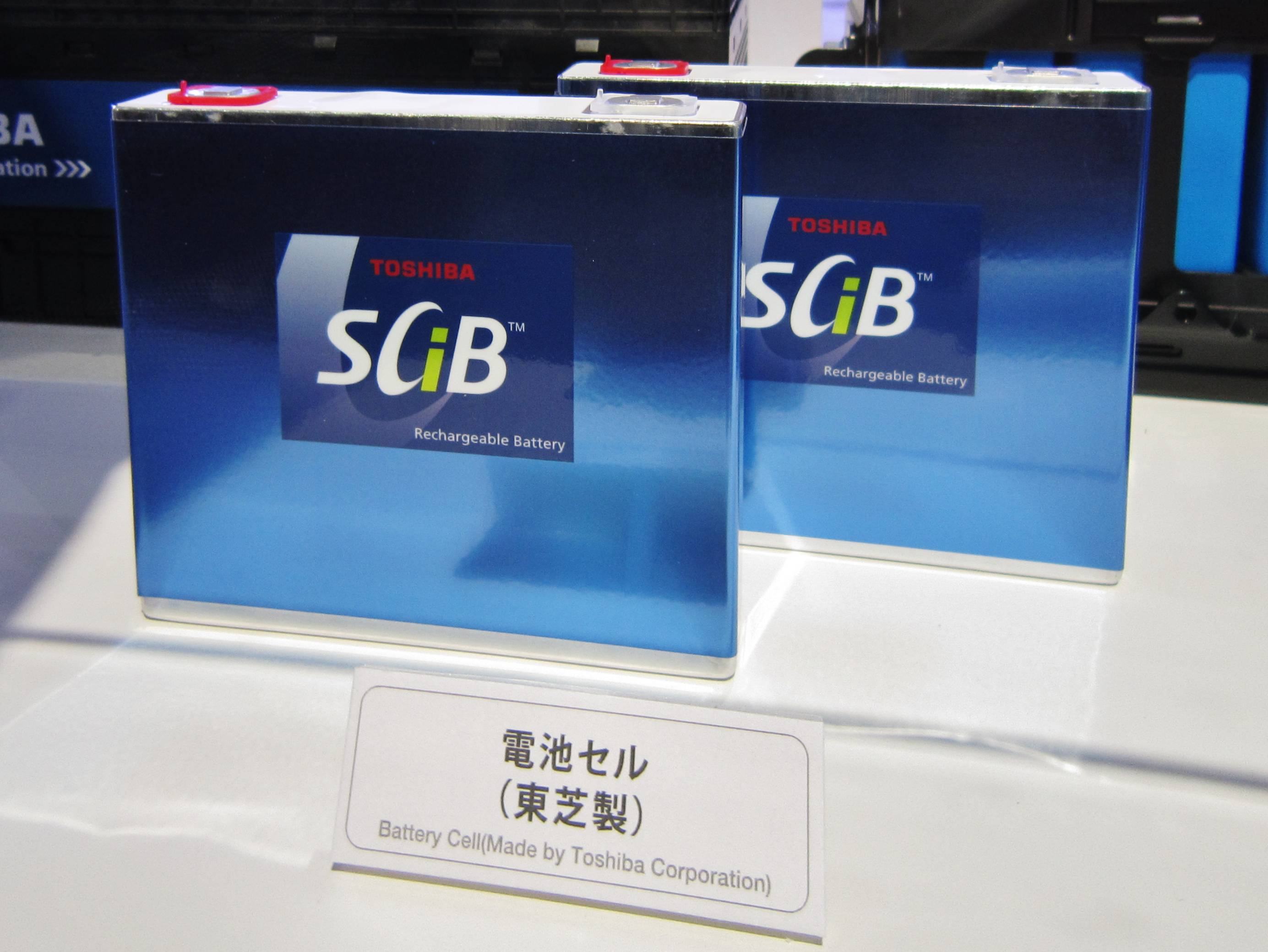
SCiB電池
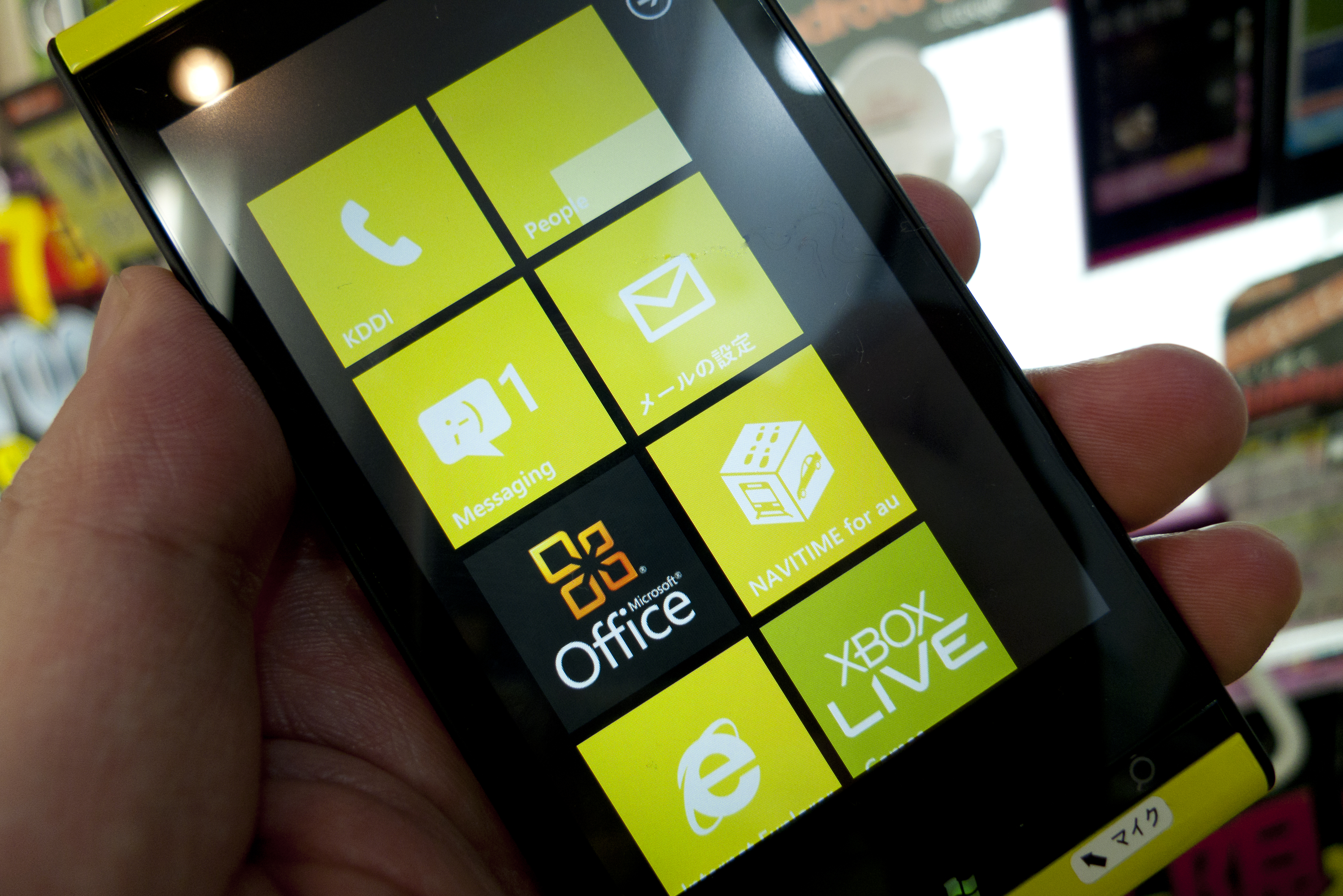
IS12T手機
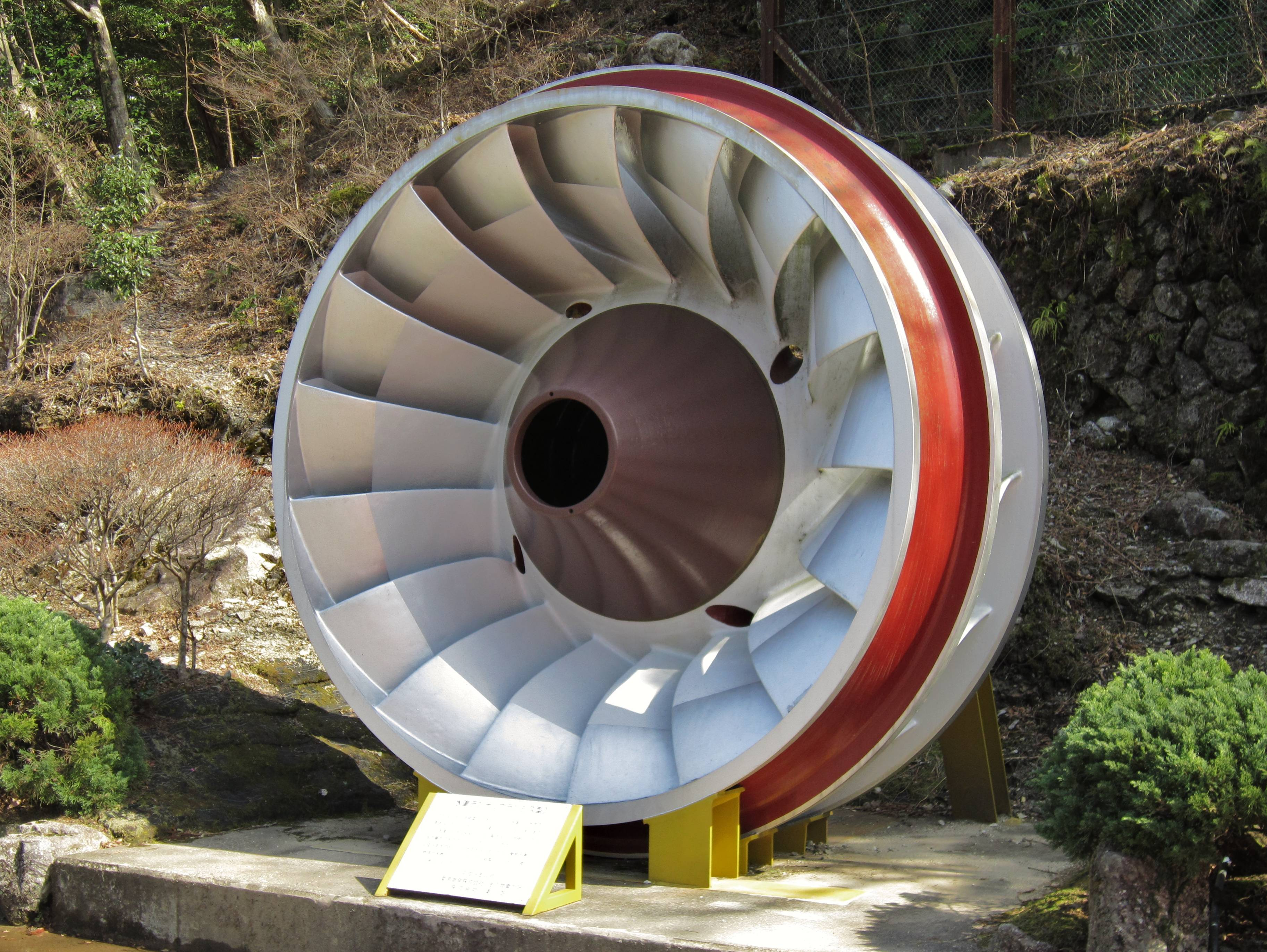
東芝水力發電輪葉
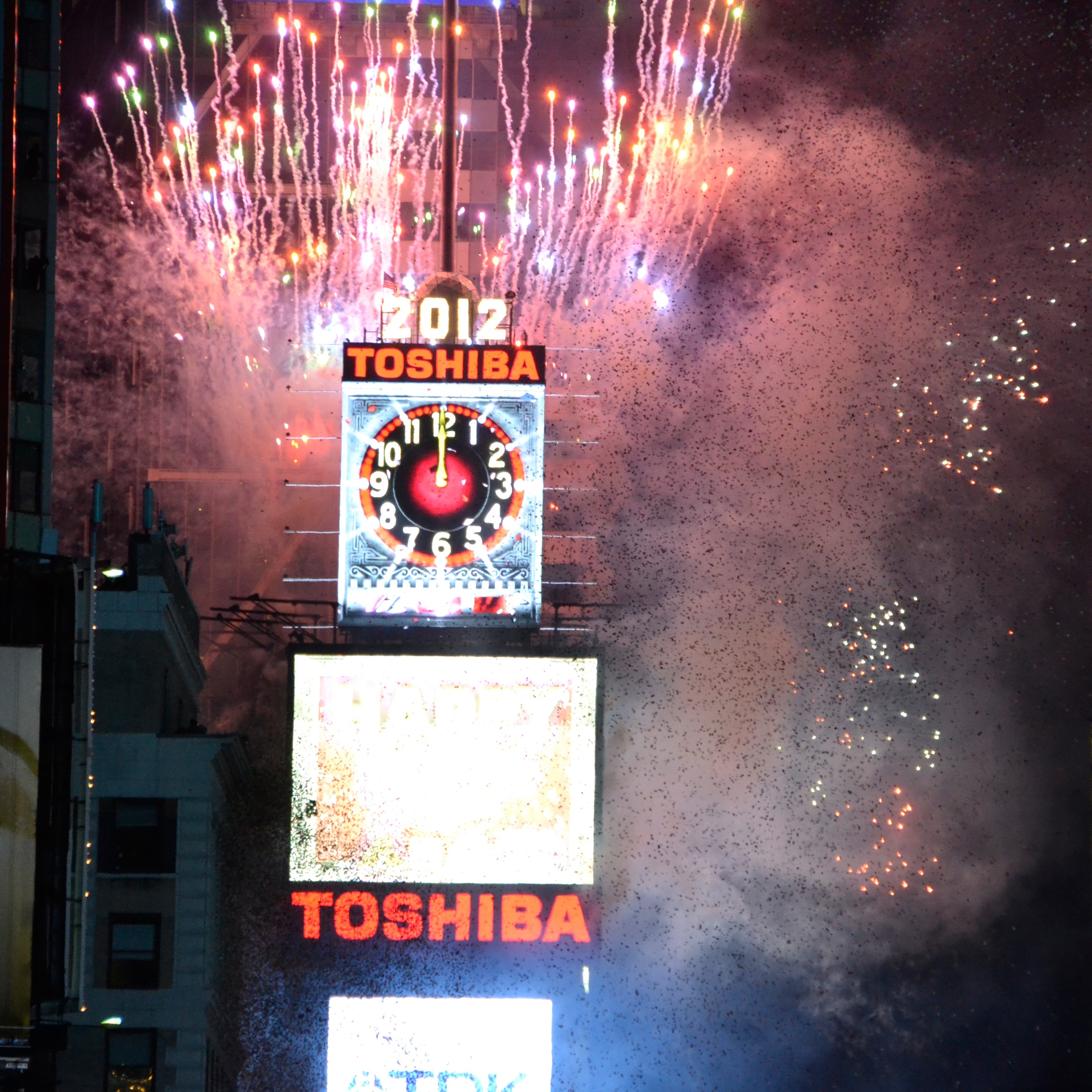
2012年紐約時代廣場跨年廣告
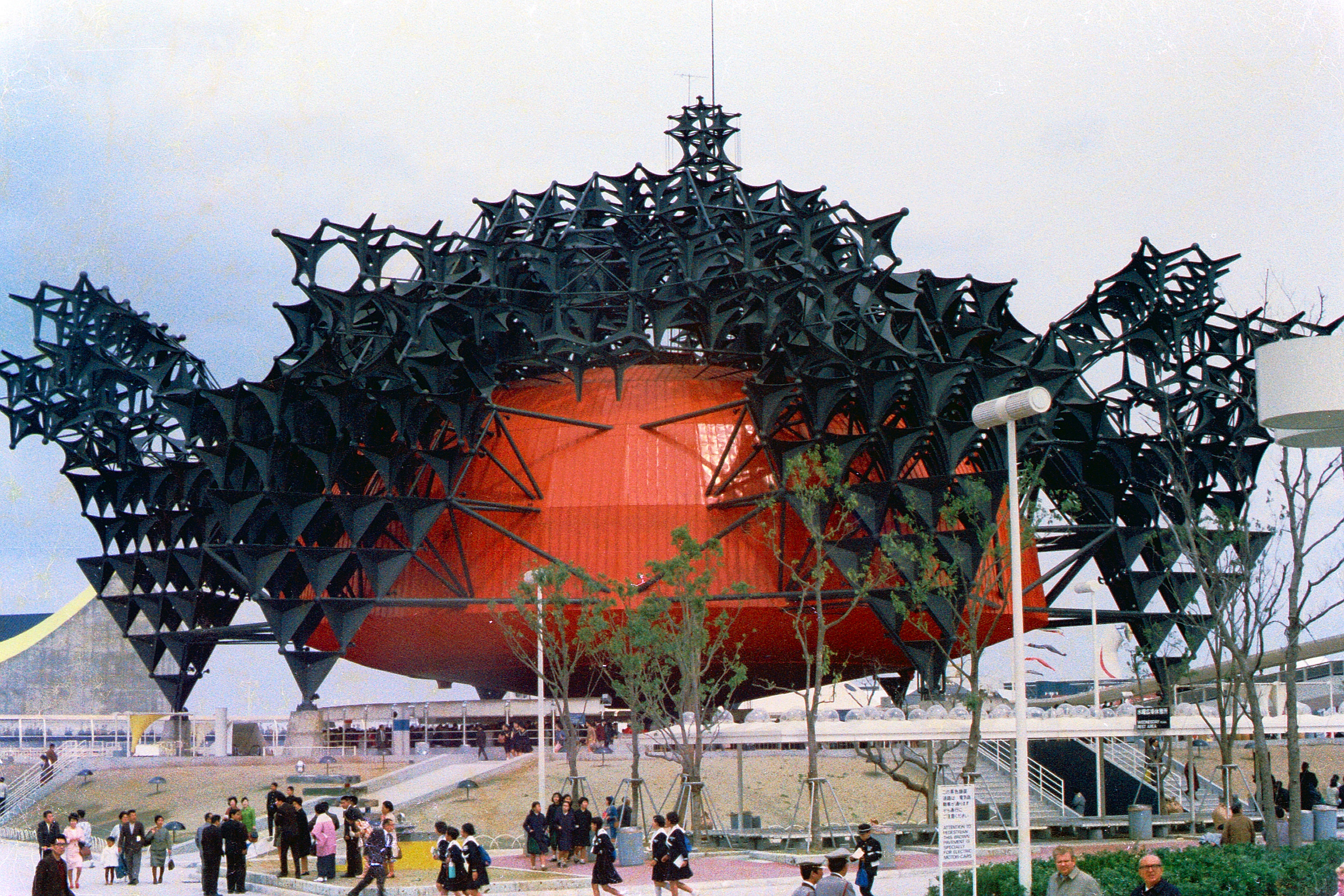
1970年世博東芝攤位
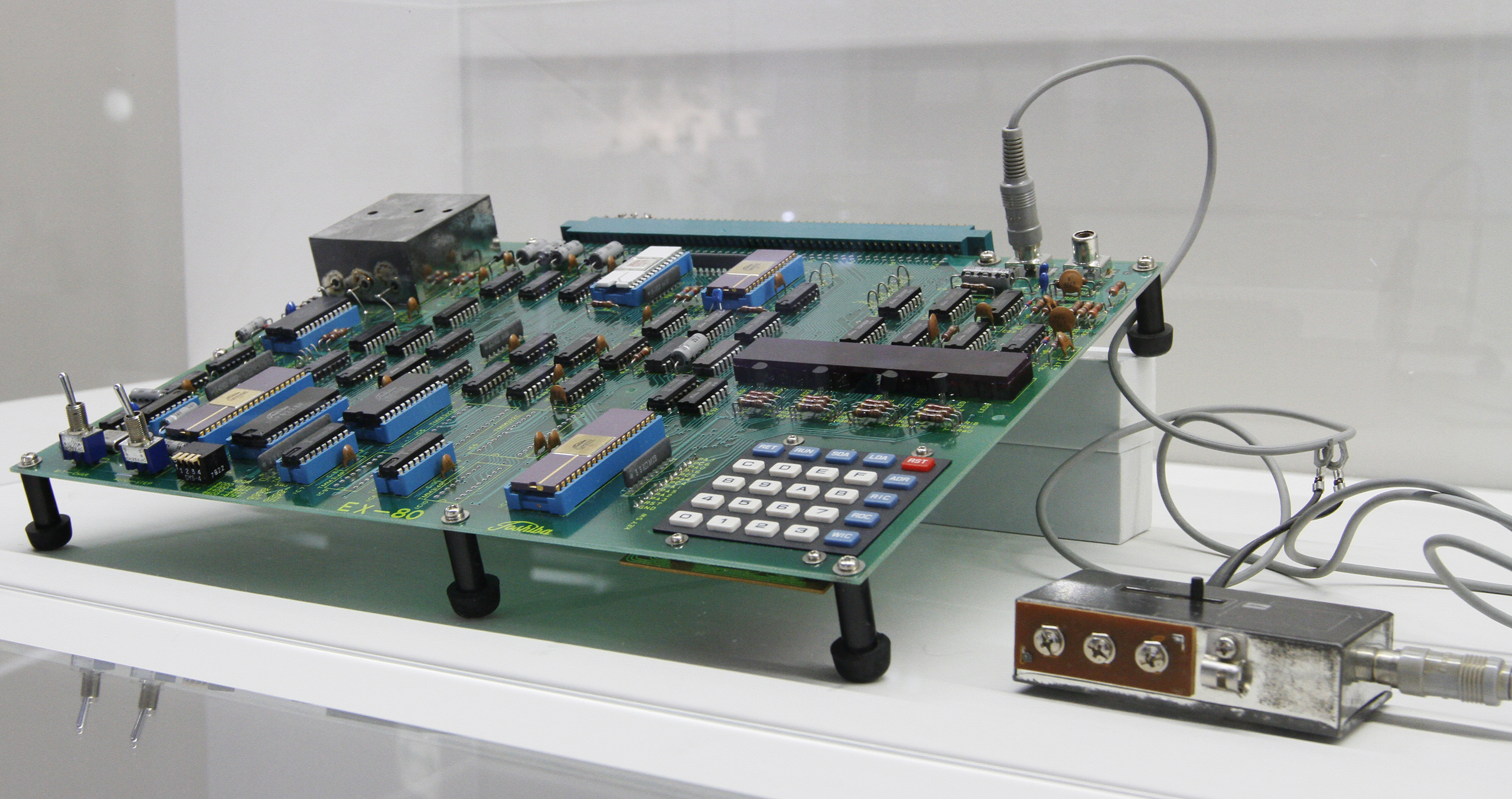
1979年EX-80電腦
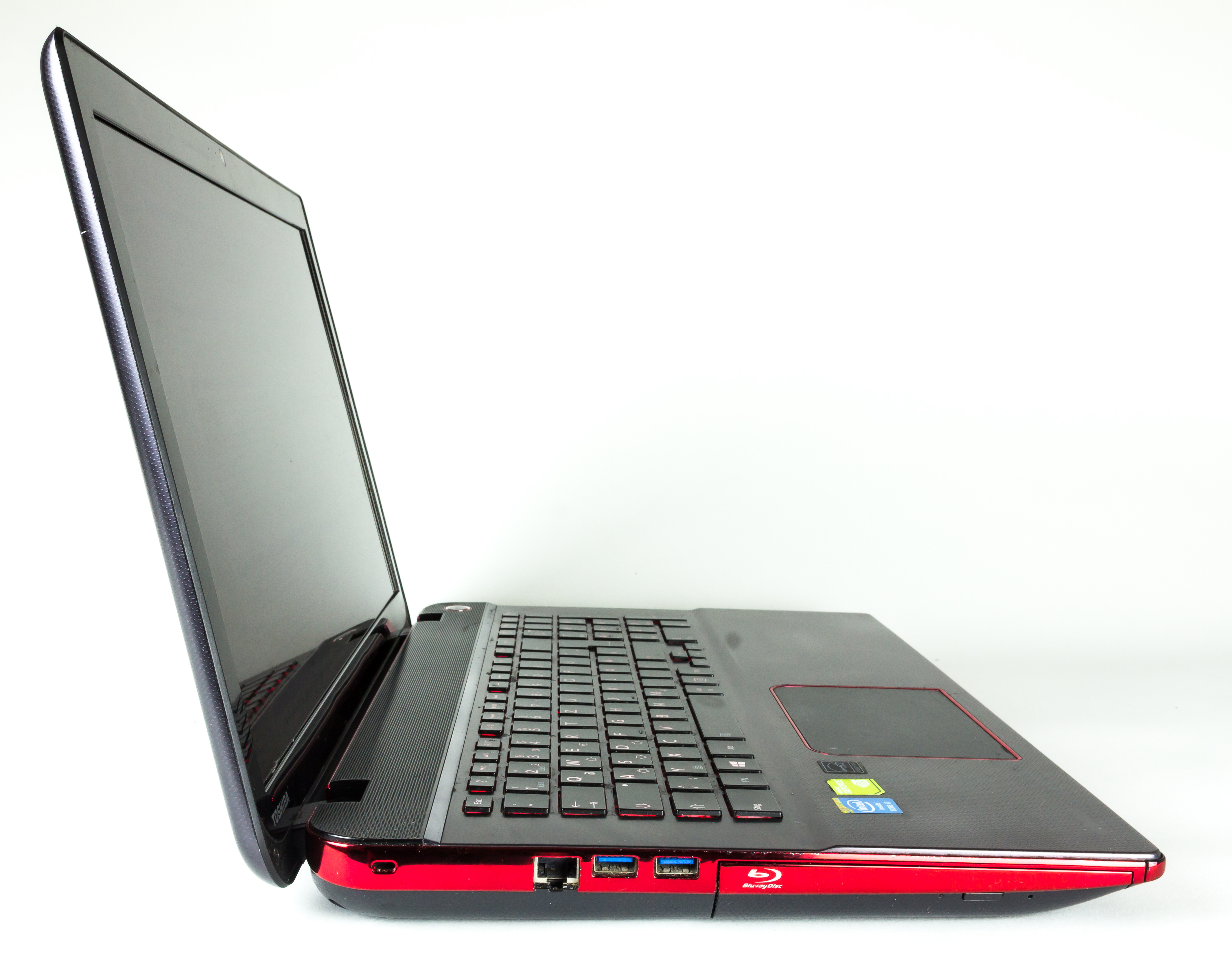
2015年X70-A筆電
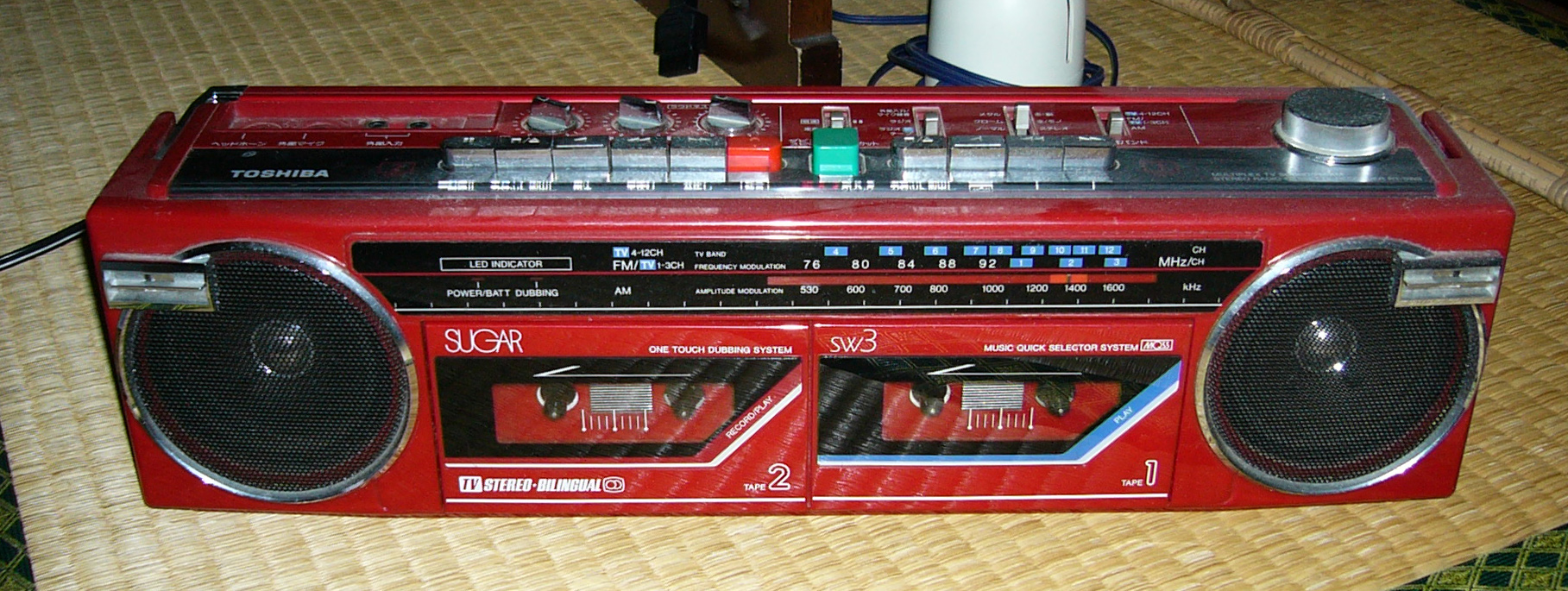
RT-SW3收音機
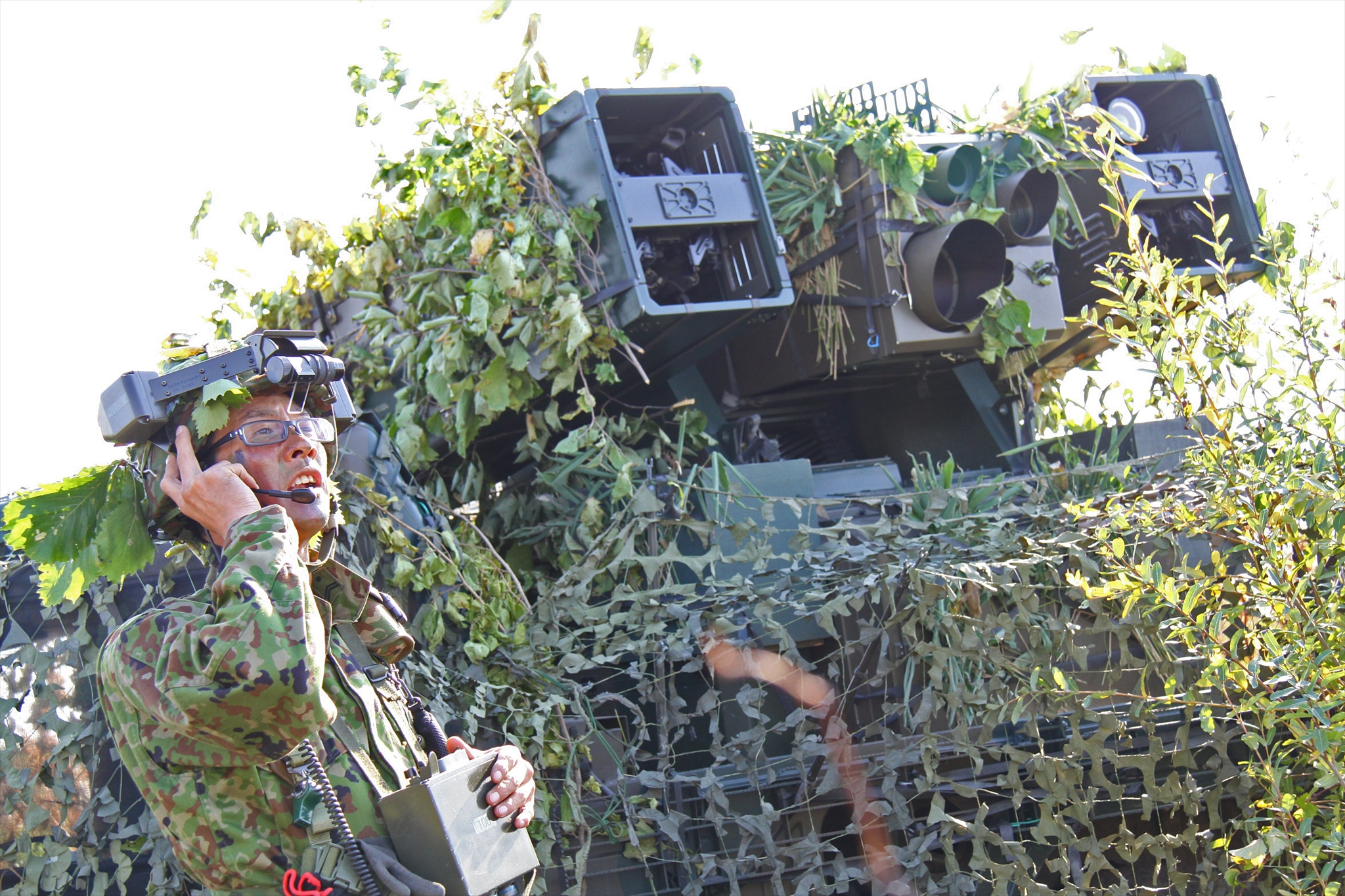
東芝93式防空飛彈
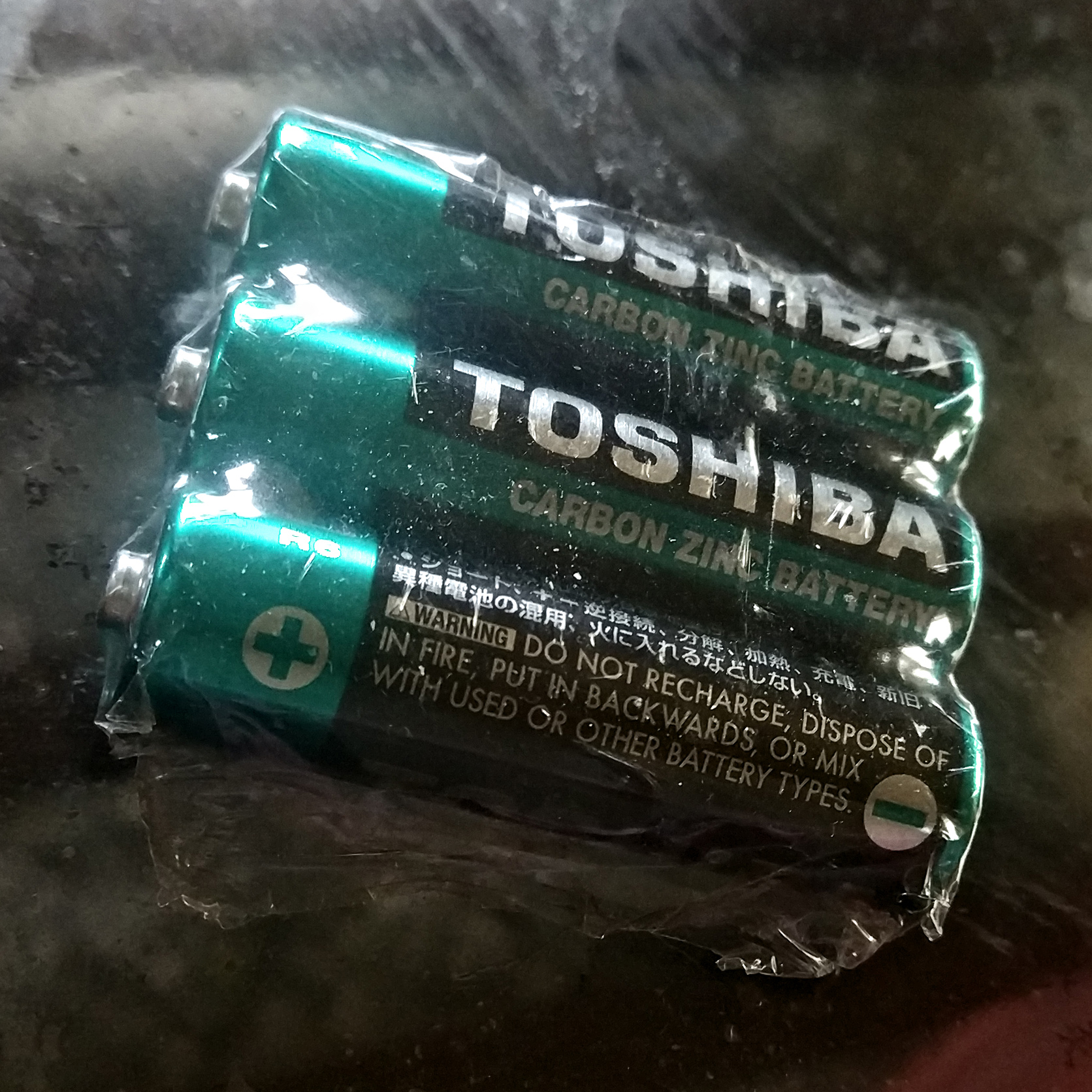
東芝鋅電池
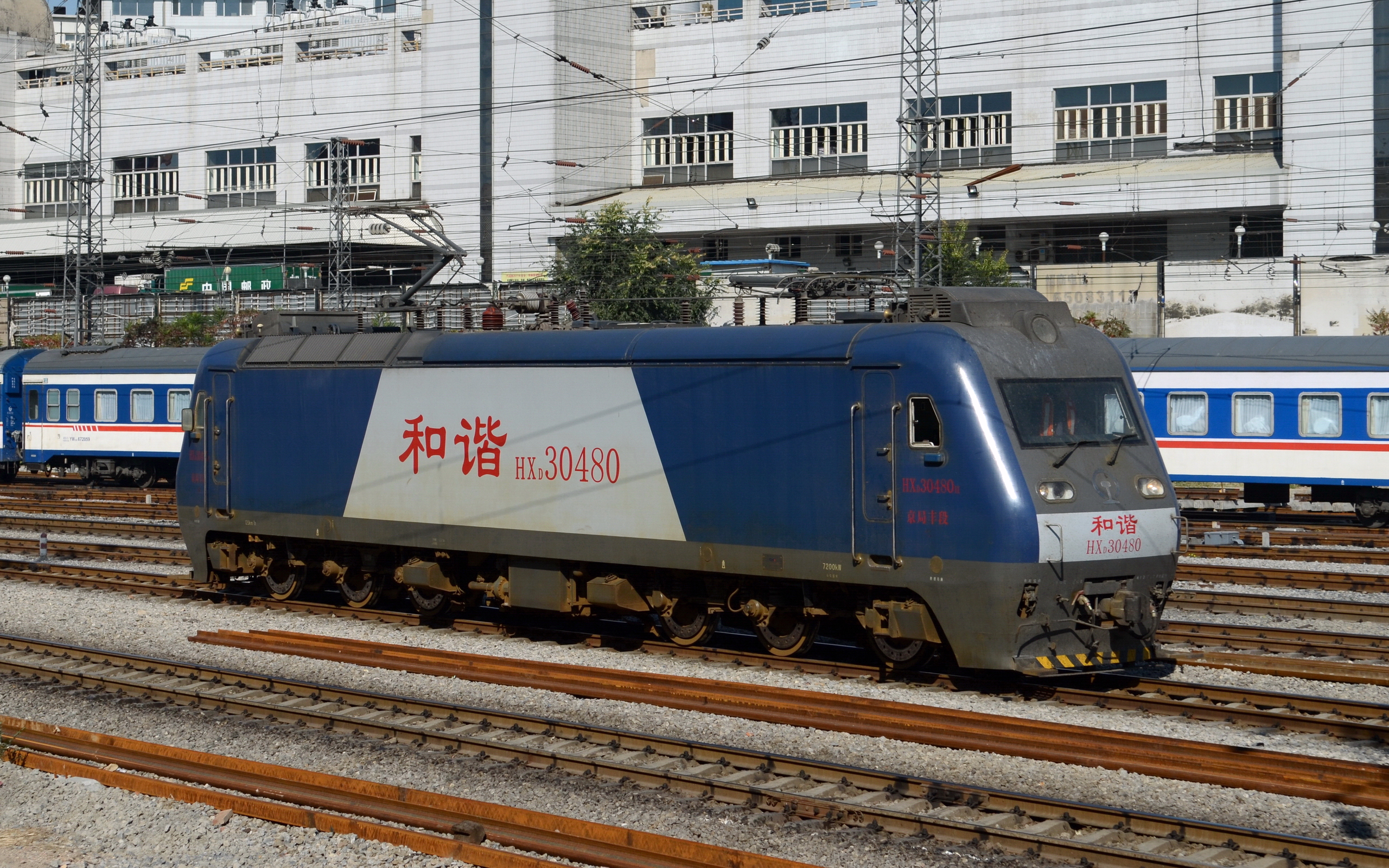
東芝公司與中國大連機輛合作生產的EL72型電力機車